# Färgaryds landskommun
Färgaryds landskommun var en tidigare kommun i Jönköpings län.

## Administrativ historik
Den 1 januari 1863 började kommunalförordningarna gälla och då inrättades cirka 2 500 kommuner (städer, köpingar och landskommuner), tillsammans täckande hela landets yta.
I Färgaryds socken i Västbo härad i Småland inrättades då denna kommun. Landskommunen uppgick 1952 i Hylte landskommun som sedan i sin tur 1971 ombildades till Hylte kommun, som 1974 bytte länstillhörighet till Hallands län.

## Politik

### Mandatfördelning i Färgaryds landskommun 1938-1946
| 17 | 3 | 5 |

| 23 |

| 16 | 4 | 5 |

| 23 |

| 3 | 14 | 4 | 2 | 2 |

| 22 |